# Закон про Єрусалим
Основний Закон: Єрусалим, столиця Ізраїлю — один з основних законів Ізраїлю (ухвалений кнесетом Ізраїлю 30 липня 1980 року), проголошує, що «Єрусалим, єдиний і неподільний, є столиця Ізраїлю»; закон також, серед іншого, гарантує захист і недоторканність «Святих Місць» (ст. 3). Закон засуджений Радою Безпеки ООН.

## Історія
Офіційно столицею Ізраїлю Єрусалим був оголошений рішенням Кнесету ще 23 січня 1950 р., але це був Єрусалим без його головної історичної частини Старого Міста, захопленого Йорданією. Єврейський квартал Старого міста на 19 років припинив своє життя, євреї не могли навіть наблизитися до тих місць, де стояв Храм, не кажучи вже про те, щоб молитися біля Стіни Плачу. Тим не менш, 24 держави визнали Єрусалим столицею Ізраїлю і перевели в західну його частину, яка перебувала під ізраїльським контролем, свої посольства. Але США і найбільші європейські держави не були в їх числі, вони відмовилися визнати ізраїльський суверенітет в Єрусалимі і вважати його столицею Ізраїлю.
В результаті перемоги в Шестиденній війні 1967 р. Ізраїль встановив контроль на Східним Єрусалимом, таким чином отримавши контроль над усією територією міста, а надалі законодавчо відділив Східний Єрусалим від західного берега річки Йордан і оголосив свій суверенітет над об'єднаним Єрусалимом.
22 липня 1980 року шоста Конференція керівників неприєднаних країн ухвалила рішення, що зокрема декларувало:
- «Місто Єрусалим є невід'ємною частиною окупованої Палестини. Він повинен бути повністю покинутий і беззастережно переданий під арабський суверенітет.»
[5]

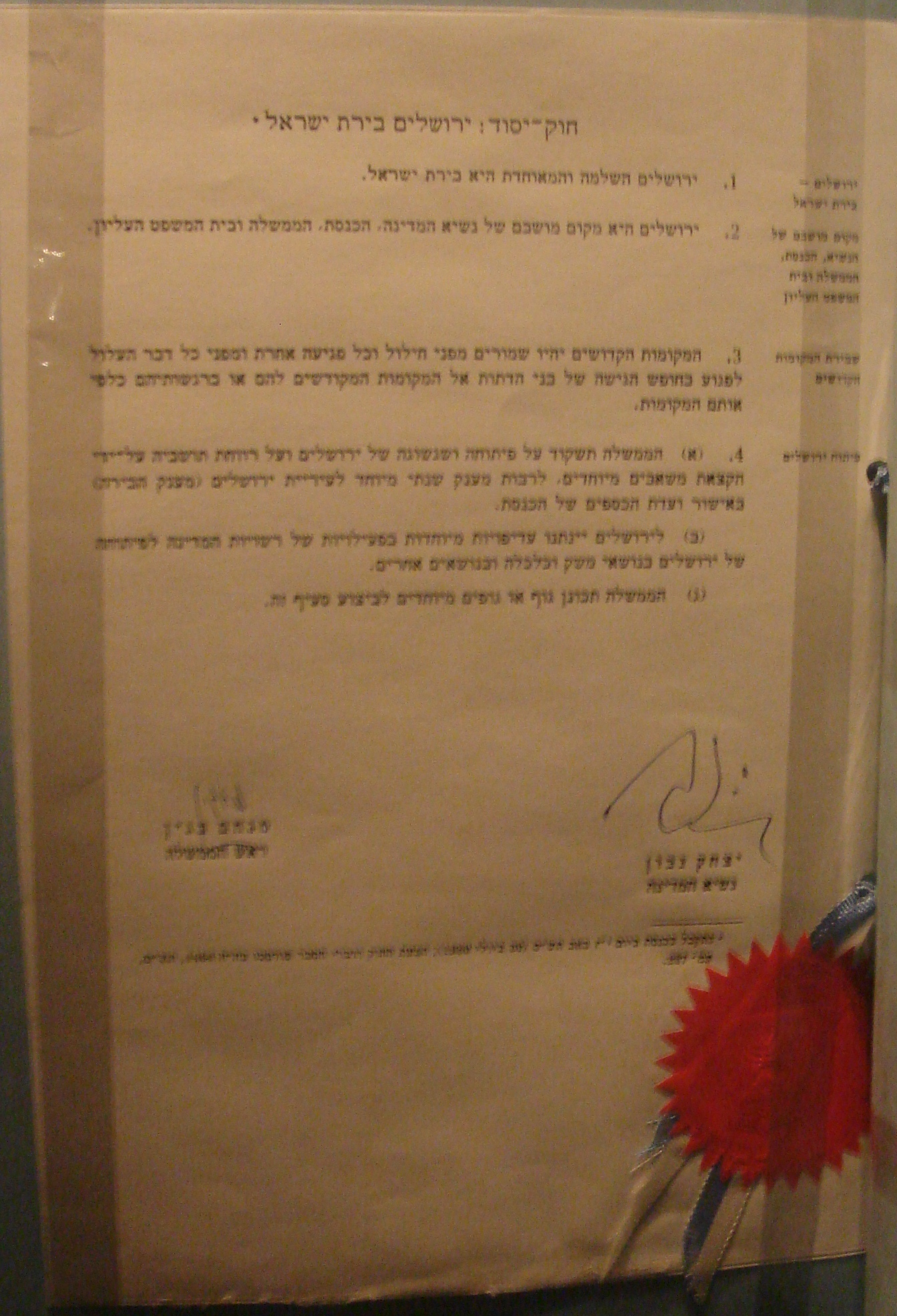
Закон про Єрусалим

Негайно послідувала реакція Ізраїлю: Закон про Єрусалим, поданий Геулою Коен, був підтриманий прем'єр-міністром Менахемом Бегіном і був прийнятий 30 липня 1980 р. переважною більшістю Кнесету.
У відповідь Рада Безпеки ООН в резолюції 478, прийнятої 14 голосами за (США утрималися від голосування), ухвалила не визнавати Закон про Єрусалим і закликала вивести з Єрусалиму існуючі дипломатичні місії.
У відповідь на засудження Ізраїлю і після того, як 13 країн перевели свої посольства з Єрусалиму в Тель-Авів, «побоюючись загрози арабів накласти на них нафтове ембарго», 1400 християн з 40 країн відкрили у 1980 році Міжнародне християнське посольство в Єрусалимі:
- «Це було актом солідарності з єврейським народом та їх зв'язком зі святим містом протягом вже трьох тисяч років».

Після того, як 15 серпня 2006 року уряд Коста-Рики оголосив про переведення свого посольства з Єрусалиму в Тель-Авів, а 25 серпня того ж року уряд Сальвадора послідував його прикладу, в Єрусалимі не залишилося дипломатичних місій іноземних держав. Майже всі країни розміщують свої посольства в районі Великого Тель-Авіва, за винятком Болівії та Парагваю, чиї посольства розташовуються в передмісті Єрусалима Мевасерет-Ціон. Конгрес США ще в 1995 році ухвалив рішення про перенесення посольства в Єрусалим, однак уряд США постійно відкладав виконання рішення. У даний час посольство США знаходиться в Тель-Авіві, а в Єрусалимі знаходиться Генеральне Консульство США.
Тим не менш, позиція Ізраїлю залишається незмінною:
- «З 1004 р. до нашої ери, коли цар Давид заснував Єрусалим як столицю єврейської нації, в місті тривало постійна єврейська присутність, так само як і духовна прихильність до нього»[10].

Згідно з опитуванням, проведеним у травні 2011 року:
66 % израильтян категорически возражают против раздела Иерусалима в любой форме и передачи части его палестинцам. […] 23 % готовы отказаться от части Восточного Иерусалима и 6 % готовы отказаться от всей восточной части города.

73 % респондентов заявили, что Израиль должен сохранить полный суверенитет над святыми местами в Иерусалиме. […] 67 % опрошенных заявили, что необходимо продолжить строительство в районах столицы, находящихся за пределами, так называемой, «зеленой черты», а 23 % потребовали заморозить строительство там.

91 % назвали Иерусалим исторической и духовной столицей еврейского народа, а 4 % назвали Тель-Авив экономическим и культурным центром возрождающегося Израиля.

Де-факто, хоча посольства більшості держав знаходяться в Тель-Авіві, активність акредитованих в Ізраїлі дипломатів фактично зосереджується в Єрусалимі, де перебувають президент країни, уряд і кнесет.

## Текст Закону
- Basic Law: Jerusalem, Capital of Israel [Архівовано 5 вересня 2014 у Wayback Machine.]
  - Основний закон: Єрусалим — столиця Ізраїлю [Архівовано 16 грудня 2015 у Wayback Machine.], knesset.gov.il

## Дивись також
- Політичний статус Єрусалима